# Акротат (царь)
Акротат (др.-греч. Ακρότατος, лат. Acrotatos) — сын спартанского царя Арея I, из рода Эврисфенидов (Агиадов). Официальный преемник династии Агиадов, внук Акротата I, царь Спарты (265—262 годы до н. э.). Принимал оборону города Лакедемон в 272 году до н. э. когда началось вторжение армии царя Пирра. Погиб в бою при Мегалополе. Имел официального наследника сына Арея.